# БАТ FK-25 Басилиск
БАТ FK-25 Басилиск (енгл. BAT FK-25 Basilisk) је британски ловачки авион. Авион је први пут полетео 1918. године. 

Због проблема са мотором није ушао у производњу.
Највећа брзина у хоризонталном лету је износила 229 km/h. Размах крила је био 7,72 метара а дужина 6,22 метара. Маса празног авиона је износила 659 килограма а нормална полетна маса 990 килограма.

## Наоружање
| Наоружање авиона: Бритиш ериал транспорт (компани лимитед) |     |
| Ватрено (стрељачко) наоружање                              |     |
| Топ                                                        |     |
| Митраљез                                                   |     |
| Број и ознака митраљеза                                    | 2   |
| Калибар                                                    | 7,7 |
| Бомбардерско наоружање (бомбе)                             |     |
| Ракетно наоружање (ракете)                                 |     |